# Poker stingray
Stingray es una versión del juego del póquer. Actualmente es muy popular en casas de juego de América del Sur. 

## Orígenes
Sus orígenes son ambiguos, pero suele atribuirse su creación a la casa de juego Cavas de Autor, de los suburbios de Buenos Aires. Es la primera variante del juego nativa de Sudamérica. Debe su nombre a la forma en que son dispuestas las cartas sobre la mesa, que recuerda a la de una pastinaca.

## Actualidad
Su versión sin límite de apuestas (no limit), es la más expandida y jugada en torneos. No se juega en grandes casinos pero paulatinamente va ganando terreno frente a otras variantes del juego. Es jugado en Uruguay, Paraguay, Chile, y en menor medida Brasil, pero es en la Argentina donde su crecimiento constante lo hace competir en popularidad con las formas tradicionales del póquer.

## Juego
Aunque teóricamente pueden jugar hasta 21 jugadores (o 22 si no se usan burn cards), generalmente juegan entre dos y diez personas. Es una de las versiones de póquer más posicionales, debido a que el orden de apuesta es fijo durante todas las rondas. Muy similar al Texas hold 'em se diferencia de este únicamente en las características del flop, en el que se bajan 6 cartas dispuestas en forma de círculo (big flop), de las que cada jugador seleccionara al final del juego (show down), tres cartas consecutivas (small flop) para armar su juego.

## Apuestas
Son cuatro las rondas de apuestas, la primera antes del flop comienza con el ciego chico y grande, la segunda antes del turn, la tercera antes del river y la cuarta antes del show down.

## Flop
Después de la primera ronda de apuestas y si al menos dos jugadores siguen en juego se descubren seis cartas dispuestas en forma de círculo, el big flop.
```
                                               A♠
                                            K♣    2♠
                                            A♣    5♦
                                               5♣ 
```

De estas seis cartas cada jugador solo podrá utilizar tres cartas consecutivas para formar su small flop (seis posibles), en este ejemplo: (A♣-K♣-A♠),(K♣-A♠-2♠),(A♠-2♠-5♦),(2♠-5♦-5♣),(5♦-5♣-A♣),(5♣-A♣-K♣). al final de la mano sumando al small flop, el turn, el river y sus cartas privadas; cada jugador que permanezca en el juego tendrá 7 cartas disponibles para elegir las mejores 5.

## Clasificación de jugadas
Son las mismas que en el Texas hold 'em y en otras formas tradicionales del juego, de menor a mayor valor: high card, par, par doble, pierna, escalera, color, full house, póquer, escalera de color y escalera real.